# Relations entre la Belgique et la Pologne
Les relations entre la Belgique et la Pologne ont été officiellement établies en 1919, bien que les contacts entre les deux pays remontent à plus de 1000 ans, avec des migrations fréquentes dans les deux sens, des échanges culturels substantiels, des échanges commerciaux étendus et, à l'ère moderne, une assistance mutuelle en cas de besoin. Les deux nations sont membres de l’OTAN, de l’Union européenne, de l’OCDE, de l’OSCE et du Conseil de l’Europe.

## Histoire

### Premiers contacts
Les contacts entre les peuples de la Pologne et de la Belgique actuelle remontent à plus de mille ans. Il existait des relations étroites entre l'Église de Pologne et la Flandre ainsi que la Basse-Lotharingie durant le Haut Moyen Âge. Les Wallons sont devenus l'un des premiers groupes d'immigrants étrangers en Pologne, s'installant à Wrocław dès le XIIe siècle : la première mention écrite d'immigrants wallons à Wrocław remonte à 1270 environ. Au XIIe siècle, les frères wallons Alexandre et Wauthier de Malonne furent respectivement évêques catholiques de Płock et de Wrocław, et il est possible que ce soit l'évêque Wauthier qui ait amené le premier groupe d'immigrants wallons en Pologne. Au début du XIIIe siècle, le duc Henri le Barbu invita d'autres immigrants wallons dans la région d'Oława et de Wierzbno, au sud de Wrocław.
À la Renaissance, des échanges d'érudits et d'étudiants commencèrent entre Cracovie et Liège. Les architectes flamands Anthonis van Obbergen et Willem van den Blocke ont conçu un certain nombre de structures maniéristes en Pologne, Willem van den Blocke sculptant également de multiples épitaphes et tombes richement décorées. Lors de son Grand Tour en 1624, le prince polonais et futur roi Ladislas IV Vasa visita l'atelier du peintre flamand Pierre Paul Rubens.
La célèbre famille noble flamande Flemming s'est installée pour la première fois en Poméranie, dans la Pologne moderne, au XIIIe siècle, le village de Buk devenant son premier domaine dans la région. La famille atteignit des postes politiques et militaires de haut rang en Pologne au XVIIIe siècle, et ses descendants célèbres furent la princesse Izabela Czartoryska, fondatrice du célèbre musée Czartoryski, et l'homme d'État Adam Jerzy Czartoryski. Il existe plusieurs résidences historiques préservées de la famille Flemming en Pologne.

### XIXesiècle
En 1830, la Révolution belge et l'insurrection de Novembre éclatèrent quasiment simultanément, symbole des efforts des deux nations pour obtenir leur indépendance. Le déclenchement de l'insurrection polonaise a sauvé la révolution belge, car elle a forcé la Russie et la Prusse à abandonner leur projet d'intervention militaire en Belgique, étant davantage concentrées sur la répression du soulèvement en Pologne,. L'établissement d'une Belgique indépendante se fit donc au prix du maintien d'une Pologne sous domination étrangère.
La Belgique nouvellement formée était un pays très polonophile. La presse belge encouragea l'adoption d'orphelins polonais, et le politicien Louis de Robiano du Parti catholique proposa d'élire un prince de la famille polonaise Czartoryski comme roi des Belges.

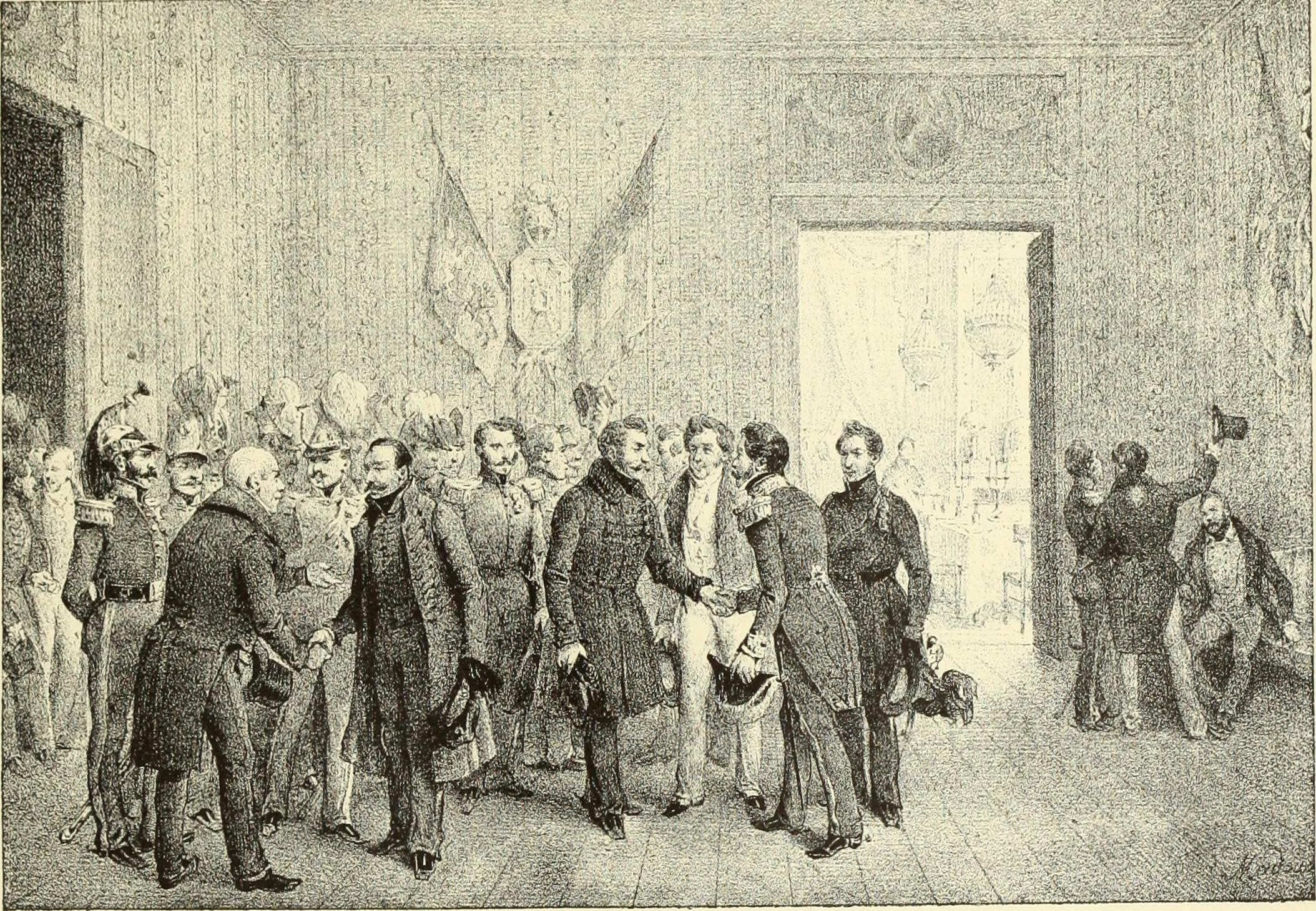
Des réfugiés polonais accueillis à Bruxelles.

Environ 200 Polonais, principalement des intellectuels et des officiers militaires, ont fui vers la Belgique, parmi lesquels l'activiste Joachim Lelewel. Les Polonais ont reçu un accueil chaleureux de la part du gouvernement et de la population belges. La princesse polonaise Jadwiga Lubomirska, épouse d'Eugène, 8e prince de Ligne, recevait les Polonais dans ses résidences de Bruxelles et de Belœil. Les universités belges ont reconnu les diplômes polonais, ce qui a entraîné un afflux d'étudiants polonais. La Grande Émigration a marqué la première vague notable de migration polonaise vers la Belgique.
La Belgique a ouvert deux consulats sur le territoire de la Pologne partagée, à Gdańsk en 1839 et à Varsovie en 1869.
D'autres Polonais ont émigré en Belgique dans les années 1860. En 1861, une organisation insurgée polonaise fut constituée à Liège, dont les membres s'entraînèrent pour l'insurrection polonaise de janvier contre la Russie, qui éclata en 1863. Après la défaite de l'insurrection, quelque 200 Polonais s'enfuirent en Belgique, principalement à Bruxelles, Gand et Liège. En 1867, la Société de la Jeunesse Polonaise fut fondée à Gand. Parmi les immigrants notables figuraient le pianiste et compositeur Józef Wieniawski et les poètes Seweryna Duchińska et Henryk Merzbach.
La migration des Polonais vers la Belgique s'est poursuivie plus tard au XIXe siècle et au début du XXe siècle.

### XXesiècle

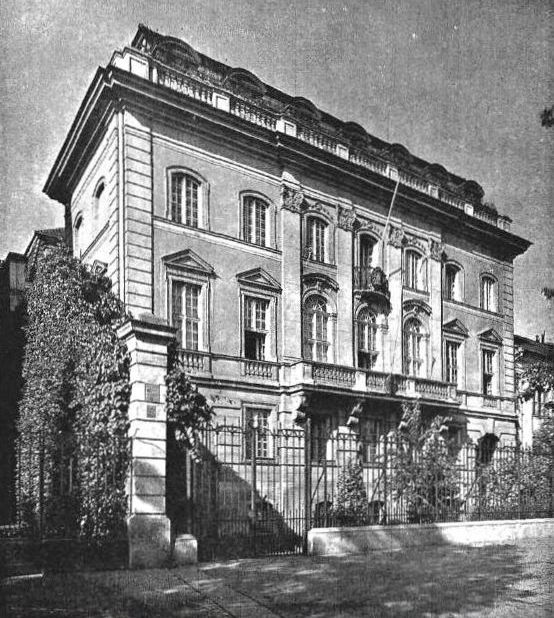
La Villa Gawroński à Varsovie, siège de l'ambassade de Belgique en Pologne en 1934-1939.

Une Pologne indépendante a finalement été rétablie après la Première Guerre mondiale en 1918 et les deux pays ont ensuite établi des relations diplomatiques. Élisabeth de Bavière, reine des Belges, a apporté de l'aide à la Pologne durant la guerre polono-soviétique de 1919-1920, en organisant notamment une collecte de fonds pour acheter des médicaments et des bandages. Les Belges ont ensuite financé des trains sanitaires et des hôpitaux de campagne pour les soldats polonais blessés. La Belgique a également apporté son soutien aux invalides de guerre polonais et a fait don de médicaments aux patients atteints de typhoïde et de nourriture aux enfants qui avaient perdu leur maison. Par la suite, de nombreux mineurs polonais ont émigré en Belgique dans l'entre-deux-guerres.

#### Seconde Guerre mondiale

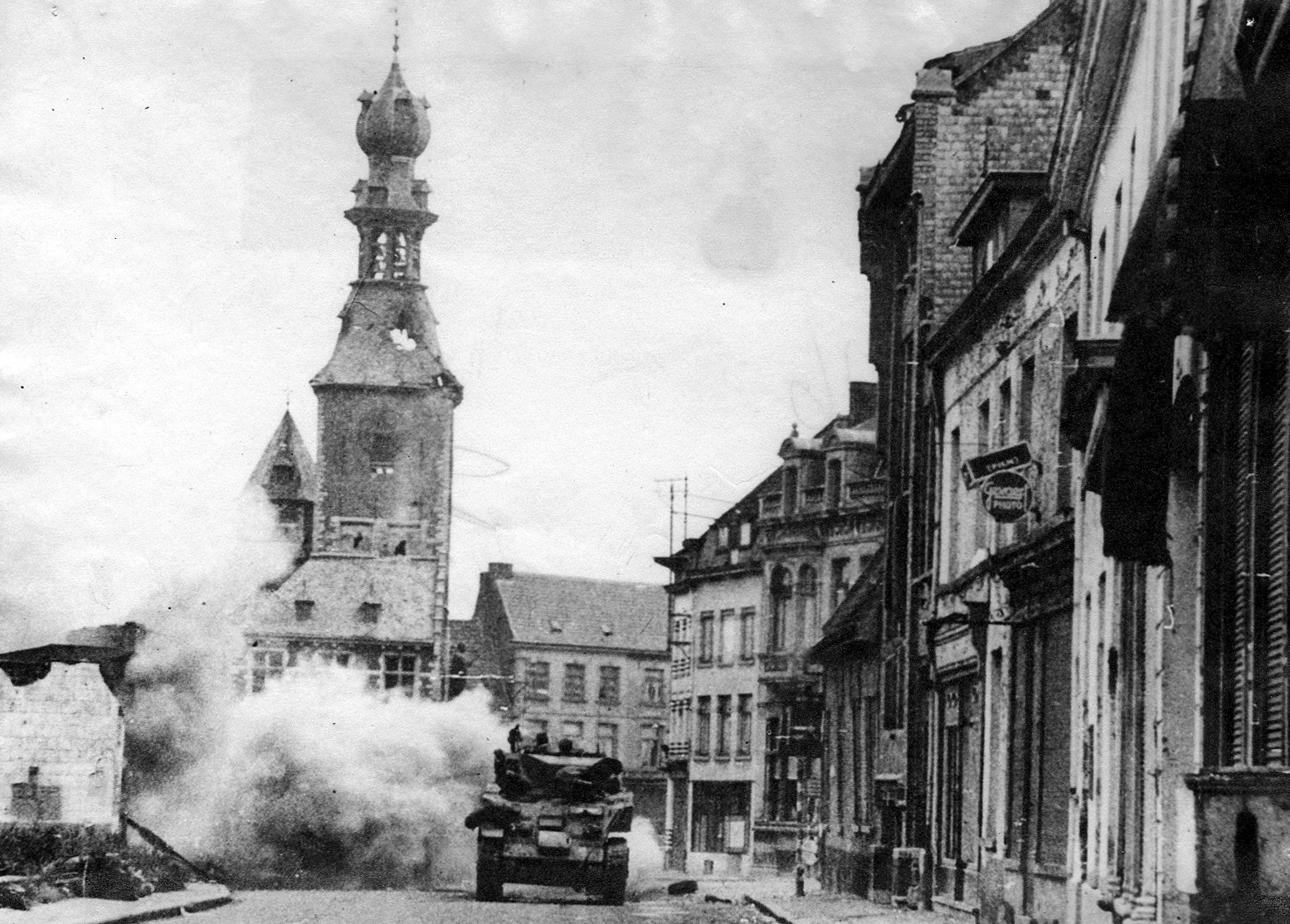
La 1ère division blindée polonaise libérant Tielt de l'occupation allemande en 1944.

La 1re division blindée polonaise a libéré certaines parties de la Belgique de l'occupation allemande en 1944, y compris les villes d'Ypres et de Tielt. Le général Stanisław Maczek est devenu citoyen d'honneur de presque toutes les villes flamandes qu'il a libérées, et de nombreuses places et rues ont été nommées en son honneur ou en celui de ses soldats. En 2024, un musée dédié à Stanisław Maczek et à ses soldats a été ouvert à Roulers.
Après la guerre, environ 9 000 Polonais sont rentrés de Belgique en Pologne.

## Diaspora
La diaspora polonaise en Belgique est estimée à 120 000 personnes, y compris les citoyens polonais qui ont récemment émigré en Belgique et les descendants des migrants polonais des années 1830 et de l'entre-deux-guerres.
La reine Mathilde de Belgique est en partie d'origine polonaise puisqu'elle est la fille de la comtesse polonaise Anna Maria Komorowska, née à Białogard, en Pologne.

## Missions diplomatiques

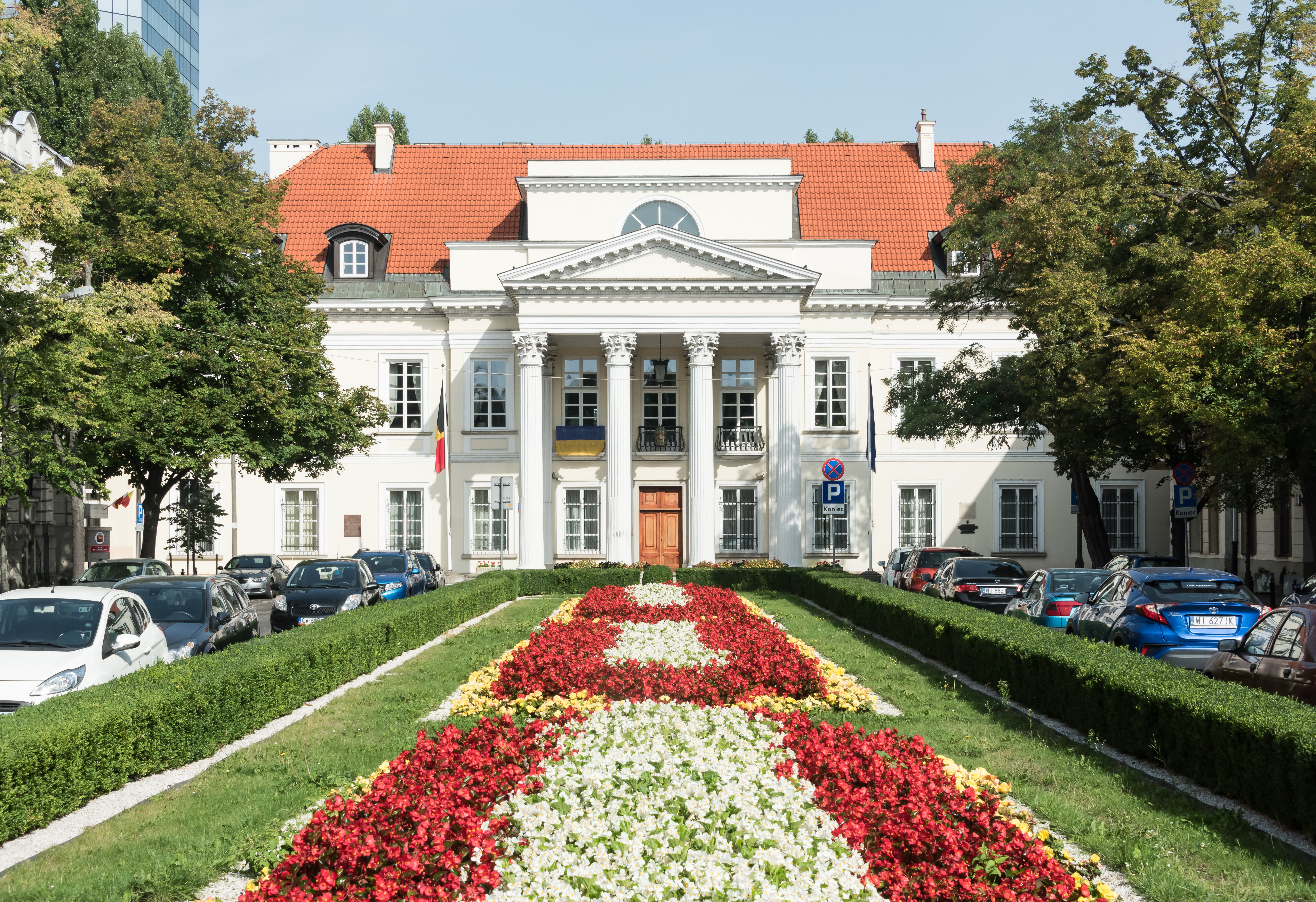
L'Ambassade de Belgique à Varsovie, sise au Palais Mniszech.

- La Belgique dispose d'une ambassade à Varsovie.
- La Pologne dispose d'une ambassade à Bruxelles.